# 2025年柯瑞·布克的馬拉松演講
2025年3月31日，紐澤西州民主黨參議員在美東時間晚上7時發起了一場演講來抗議特朗普的第二次任期和政府效率部的行為。該演講持續了25小時5分鐘。此冗長辯論的時長是美國歷史最長的，打破了斯特罗姆·瑟蒙德的24小时18分鐘的紀錄。